# 直轄市 (中華民國)
直轄市是中華民國的第一級行政區劃，為地方自治團體，與省平級，由行政院直轄；根據《地方制度法》的規定，在人口聚居達125萬人以上，且在政治、經濟、文化及都會區域發展上有特殊需要之地區置之。目前設有臺北市、新北市、桃園市、臺中市、臺南市、高雄市等6個，合稱「六都」。
直轄市之下設區，屬於第三級（鄉級）行政區劃，而直轄市與區之間不設第二級（縣級）的行政區劃；這是沿用1930年（民國19年）頒布的《市組織法》之規定，但臺北市曾管轄的陽明山管理局為唯一的例外。區之下設里，里之下再設有鄰。直轄市下設的行政區劃，除直轄市山地原住民區外，均不具備地方自治團體身分。
國際上對於這一區劃單位有不同的定義，小至一個村，大至數百萬人口的大型城市，皆可以是；因定位因素，中華民國的直轄市，英譯為。

## 沿革
直轄市之制度源於中華民國政府於1921年《市自治制》中所稱之特別市；1930年施行之《市組織法》將其改稱為院轄市（意即行政院直轄之都市，但仍俗稱直轄市），在本法中，特别市的地方自治權力被大量削減，市長自開放直選前皆改由行政院直接派任（官派簡任）。1994年政府依據中華民國憲法第一百一十八條規定通過《直轄市自治法》，正式稱為直轄市，市長開放人民直選。1999年又改成以《地方制度法》為設立直轄市的法源依據。2010年縣市合併、五都改制時，臺中市、臺南市、新北市就是以此新法為法源依據升格為直轄市。2014年桃園縣升格為桃園市。

### 國民政府與政府遷台前
國民政府完成北伐統一全國後，先在民國17年（1928年）頒布《市組織法》和《特別市組織法》，並將全市最高行政機關定名為「市政府」、最高民意機關定名為「市參議會」；後於民國19年（1930年）制定新的《市組織法》，將「市」分為院轄市（即原之特別市；日後改稱直轄市）和省轄市。院轄市與省同級，省轄市則與縣同級。設置院轄市一般要求人口需达到一百萬人，省轄市為二十萬人，但有若干虽人口不足百万但因其他条件而设立的院轄市。
| 中華民國在1949年政府遷台前設立院轄市時程表 | 中華民國在1949年政府遷台前設立院轄市時程表 | 中華民國在1949年政府遷台前設立院轄市時程表 | 中華民國在1949年政府遷台前設立院轄市時程表 | 中華民國在1949年政府遷台前設立院轄市時程表 | 中華民國在1949年政府遷台前設立院轄市時程表 |
| 日期                                       | 日期                                       | 增加                                       | 減少                                       | 直轄市總數目                               | 備註                                       |
| ------------------------------------------ | ------------------------------------------ | ------------------------------------------ | ------------------------------------------ | ------------------------------------------ | ------------------------------------------ |
| 1927年                                     | 3月                                        | 上海特別市                                 |                                            | 3                                          | 由淞滬商埠改制，自江蘇省析置               |
| 1927年                                     | 4月                                        | 武漢特別市                                 |                                            | 3                                          | 自湖北省析置                               |
| 1927年                                     | 5月                                        | 南京特別市                                 |                                            | 3                                          | 自江蘇省析置                               |
| 1928年                                     | 6月20日                                    | 北平特別市、天津特別市                     |                                            | 5                                          | 自河北省析置                               |
| 1929年                                     | 1月                                        |                                            | 武漢特別市                                 | 6                                          | 降為省轄市                                 |
| 1929年                                     | 4月、6月                                   | 漢口特別市                                 |                                            | 6                                          | 武漢再次升格，但只有武漢三鎮中的漢口       |
| 1929年                                     | 7月                                        | 青島特別市                                 |                                            | 6                                          | 由胶澳商埠改制，自山東省析置               |
| 1930年                                     | 1月                                        | 廣州特別市                                 |                                            | 5                                          | 自廣東省析置                               |
| 1930年                                     | 5月3日                                     |                                            |                                            | 5                                          | 市組織法實施，改稱院轄市                   |
| 1930年                                     | 6月20日                                    |                                            | 廣州市、北平市                             | 5                                          | 降為省轄市                                 |
| 1930年                                     | 12月                                       | 北平市                                     | 天津市                                     | 5                                          | 北平市再次升格、天津降為省轄市             |
| 1931年                                     | 7月                                        |                                            | 漢口市                                     | 4                                          | 降為省轄市                                 |
| 1935年                                     | 6月                                        | 天津市                                     |                                            | 5                                          | 再次升格                                   |
| 1939年                                     | 5月5日                                     | 重慶市                                     |                                            | 6                                          | 自四川省析置                               |
| 1947年                                     | 6月5日                                     | 大連市、瀋陽市、哈爾濱市                   |                                            | 9                                          | 東北新省區方案所劃置                       |
| 1947年                                     | 6月7日                                     | 廣州市、漢口市、西安市                     |                                            | 12                                         | 分別自廣東省、湖北省、 陝西省析置          |

至1949年兩岸分治前一共有12個院轄市：
| 編號 | 行政區              | 簡稱 | 設立年份 | 面積 （平方公里） | 人口（1948年） | 地區 |    | 編號                | 行政區 | 簡稱           | 設立年份      | 面積 （平方公里） | 人口（1948年） | 地區 |
| 51   | 南京市              | 京   | 1927年   | 465（1927年）     | 1,030,572      | 華中 | 57 | 大連市              |        | 1945年         |               | 722,950           | 東北           |      |
| 52   | 上海市              | 滬   | 1927年   | 494（1927年）     | 4,300,630      | 華中 | 58 | 哈爾濱市            |        | 1946年         |               | 637,573           | 東北           |      |
| 53   | 北平市 （今北京市） | 平   | 1928年   | 716（1928年）     | 1,672,438      | 華北 | 59 | 漢口市 （今武漢市） | 漢     | 1927年         | 133（1927年） | 641,513           | 華中           |      |
| 54   | 青島市              | 膠   | 1929年   | 950（1929年）     | 759,057        | 華北 | 60 | 廣州市              | 穗     | 1930年、1947年 |               | 960,712           | 華南           |      |
| 55   | 天津市              | 津   | 1928年   | 99（1928年）      | 1,707,670      | 華北 | 61 | 西安市              |        | 1948年         |               | 502,988           | 華北           |      |
| 56   | 重慶市              | 渝   | 1939年   | 328（1939年）     | 1,002,787      | 華中 | 62 | 瀋陽市              |        | 1947年         |               | 1,094,804         | 東北           |      |

國民政府在中國大陸建制的院轄市中，廣州市、西安市、瀋陽市等三個城市兼具院轄市與省會的雙重地位。

### 政府遷台後
中華民國政府遷臺後，中央政府各機關皆設於臺北市，故被視為戰時首都。1967年，中華民國政府根據1930年的《市組織法》將臺北市升格為院轄市，並於1968年再將原臺北縣部份鄉鎮（內湖、南港、木柵、景美）與陽明山管理局所轄行政區（北投、士林）併入臺北市，形成今日臺北市市域。此使臺北市成為中華民國政府遷臺後首個設置的直轄市。但臺灣當時處於戒嚴狀態，直轄市地方自治法源《市組織法》無法完全施行，因此行政院以行政命令頒佈《臺北市各級組織及實施地方自治綱要》推動地方自治，但市長由行政院派任。1979年，高雄市升格為院轄市，採用的方法與臺北市相同。
1994年，依據《中華民國憲法》第118條規定通過《直轄市自治法》，同時廢止上述兩項行政命令，市長改為公民直選。1999年《地方制度法》通過，直轄市自治改依該法規定辦理。由於《行政區劃法》尚未通過，為了推動地方行政改造，《地方制度法》於2009年4月通過修正，增定各縣市得經議會通過，申請改制為直轄市。共計有臺北縣、臺中縣市（合併）、彰化縣、雲林縣與嘉義縣（合併）、臺南縣市（合併）及高雄縣市（合併）等申請案，經行政院核定，共計有臺北縣、臺中縣市（合併）、臺南縣市（合併）及高雄縣市（合併）四件申請通過，於2010年12月25日改制升格，成立新北市（原臺北縣）、臺中市（原臺中縣市合併）、臺南市（原臺南縣市合併）、高雄市（原高雄市縣合併，原高雄市已為直轄市），這4個新直轄市與臺北市合稱為「五都」。
另外，根據2007年5月23日修正公佈之《地方制度法》第四條規定，人口超過200萬之縣，在尚未升格為直轄市之前或政治、經濟、文化及都會區發展條件未符合改制直轄市時，經行政院核定，準用相當於直轄市的編制與財稅等規定，俗稱「準直轄市」。該法規生效時，只有臺北縣一縣準用，後來桃園縣亦準用，目前兩縣皆已升格為直轄市。
| 編號 | 行政區 | 簡稱 | 設立年                        | 面積 （平方公里） | 人口（2024年6月） | 地區     |    | 編號   | 行政區 | 簡稱   | 設立年     | 面積 （平方公里） | 人口（2024年6月） | 地區 |
| ---- | ------ | ---- | ----------------------------- | ----------------- | ----------------- | -------- | -- | ------ | ------ | ------ | ---------- | ----------------- | ----------------- | ---- |
| 63   | 臺北市 | 北   | 1967年                        | 271.7997          | 2506767           | 臺灣北部 | 66 | 臺中市 | 中     | 2010年 | 2,214.8968 | 2852286           | 臺灣中部          |      |
| 64   | 高雄市 | 高   | 1979年（舊制） 2010年（現制） | 2,951.8524        | 2734858           | 臺灣南部 | 67 | 臺南市 | 南     | 2010年 | 2,191.6531 | 1859706           | 臺灣南部          |      |
| 65   | 新北市 | 新北 | 2010年                        | 2,052.5667        | 4,043491          | 臺灣北部 | 68 | 桃園市 | 桃     | 2014年 | 1,220.9540 | 2326581           | 臺灣北部          |      |

### 現況
目前中華民國共有六個直轄市：臺北市（1967年改制）、高雄市（1979年改制，2010年與高雄縣合併）、新北市（2010年改制）、臺中市（2010年改制）、臺南市（2010年改制）、桃園市（2014年改制），又稱「六都」。六都在行政上皆直轄於行政院，其市長（或副市長等市長指定代表）均得受邀列席行政院會議並發言。六都首長之公民直選，自2014年九合一選舉起與全國各縣市長選舉同步舉行。
六都在財政預算和組織人事等層面均享有較其他縣市更多的資源與權限。財政預算方面以中央統籌分配稅款為例，六都獲得65%，其餘16縣市則只分得35%，其中首都臺北市獲分配金額較其他五都高出約100億至200億元，也因而招來「分配不公」的批評。組織人事方面，副市長員額為二名，但若總人口數達到250萬，依據《地方制度法》第55條規定始得增為三名。
| 名稱   | 地圖 | 市旗 | 市徽 | 人口數 （2025年2月） | 面積 （km²） | 密度 （人/km²） | 區劃                           | 市政府所在地   | 市長   |
| ------ | ---- | ---- | ---- | -------------------- | ------------ | --------------- | ------------------------------ | -------------- | ------ |
| 臺北市 |      |      |      | 2,480,881            | 271.7997     | 9,127.61        | 12區                           | 信義區         | 蔣萬安 |
| 新北市 |      |      |      | 4,047,095            | 2,052.5667   | 1,971.72        | 29區 （含1直轄市山地原住民區） | 板橋區         | 侯友宜 |
| 桃園市 |      |      |      | 2,341,566            | 1,220.9540   | 1,917.82        | 13區（含1直轄市山地原住民區）  | 桃園區         | 張善政 |
| 臺中市 |      |      |      | 2,863,285            | 2,214.8968   | 1,292.74        | 29區（含1直轄市山地原住民區）  | 西屯區、豐原區 | 盧秀燕 |
| 臺南市 |      |      |      | 1,858,302            | 2,191.6531   | 847.90          | 37區                           | 安平區、新營區 | 黃偉哲 |
| 高雄市 |      |      |      | 2,729,670            | 2,951.8524   | 924.73          | 38區 （含3直轄市山地原住民區） | 苓雅區、鳳山區 | 陳其邁 |

## 政府機構設置
| 直轄市 | 行政機關   | 行政機關     | 行政機關                         | 行政機關          | 立法機關   | 立法機關 | 境內司法機關（中央政府機關） | 境內司法機關（中央政府機關）                                        | 境內司法機關（中央政府機關） |
| 直轄市 | 名稱       | 行政首長職稱 | 一級機關、單位                   | 編制員額（108年） | 名稱       | 議員席數 | 高等法院                     | 地方法院                                                            | 行政法院                     |
| ------ | ---------- | ------------ | -------------------------------- | ----------------- | ---------- | -------- | ---------------------------- | ------------------------------------------------------------------- | ---------------------------- |
| 臺北市 | 臺北市政府 | 臺北市市長   | 22局、5處、4委員會共31個一級機關 | 31,968人          | 臺北市議會 | 61人     | 臺灣高等法院                 | 臺灣臺北地方法院 臺灣士林地方法院 臺灣新北地方法院 臺灣基隆地方法院 | 臺北高等行政法院             |
| 新北市 | 新北市政府 | 新北市市長   | 24局、4處、1委員會共29個一級機關 | 25,998人          | 新北市議會 | 66人     | 臺灣高等法院                 | 臺灣臺北地方法院 臺灣士林地方法院 臺灣新北地方法院 臺灣基隆地方法院 | 臺北高等行政法院             |
| 桃園市 | 桃園市政府 | 桃園市市長   | 26局、5處、1委員會共32個一級機關 | 14,625人          | 桃園市議會 | 63人     | 臺灣高等法院                 | 臺灣桃園地方法院                                                    | 臺北高等行政法院             |
| 臺中市 | 臺中市政府 | 臺中市市長   | 23局、4處、3委員會共30個一級機關 | 19,675人          | 臺中市議會 | 65人     | 臺灣高等法院臺中分院         | 臺灣臺中地方法院                                                    | 臺中高等行政法院             |
| 臺南市 | 臺南市政府 | 臺南市市長   | 19局、6處、3委員會共28個一級機關 | 14,427人          | 臺南市議會 | 57人     | 臺灣高等法院臺南分院         | 臺灣臺南地方法院                                                    | 高雄高等行政法院             |
| 高雄市 | 高雄市政府 | 高雄市市長   | 25局、4處、3委員會共32個一級機關 | 24,057人          | 高雄市議會 | 65人     | 臺灣高等法院高雄分院         | 臺灣高雄地方法院 臺灣橋頭地方法院                                   | 高雄高等行政法院             |

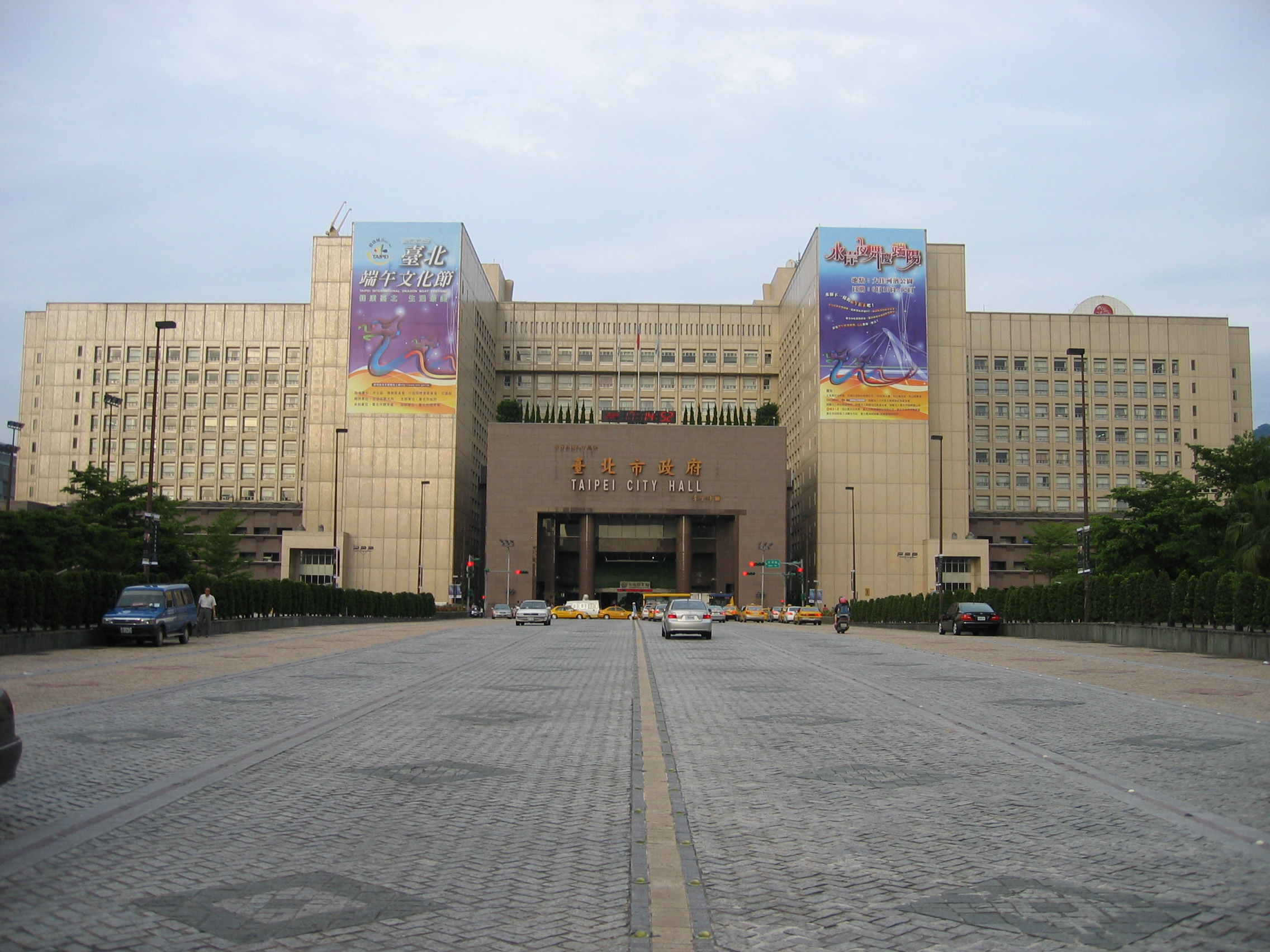
臺北市政府
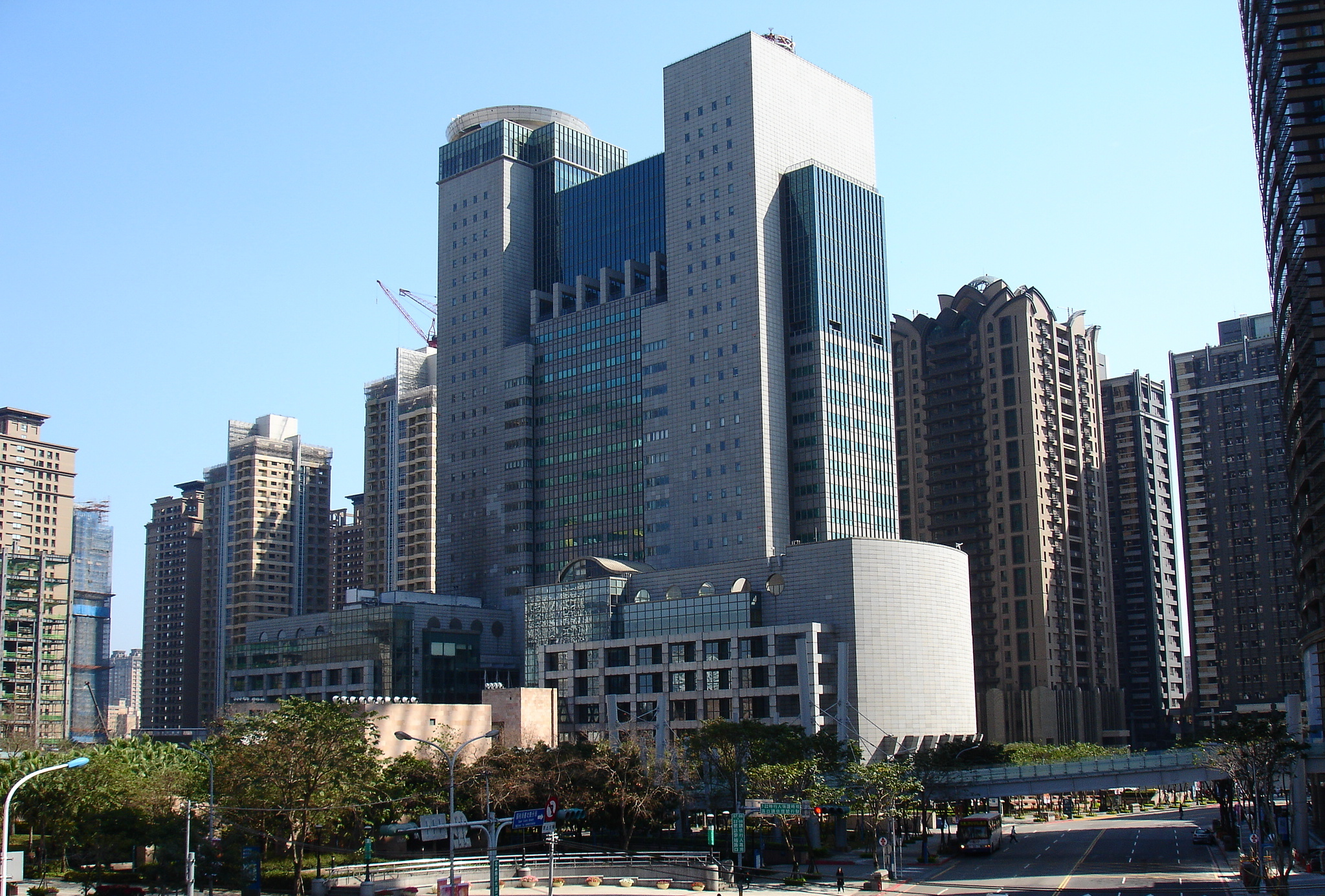
新北市政府
桃園市政府
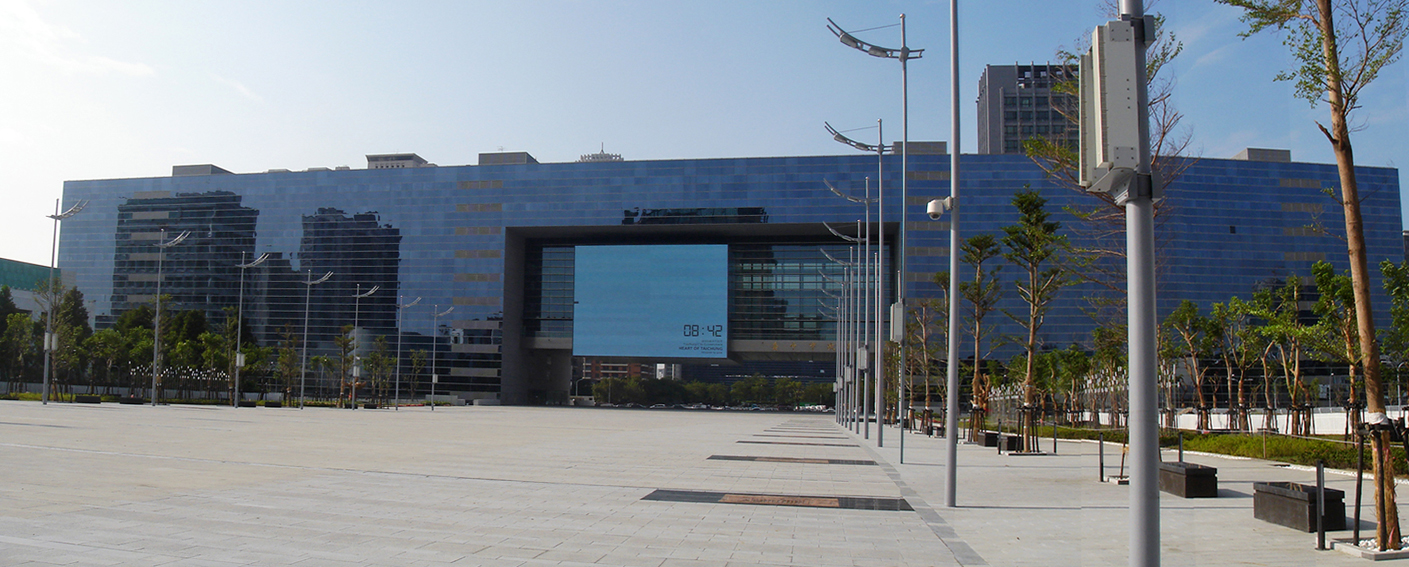
臺中市政府
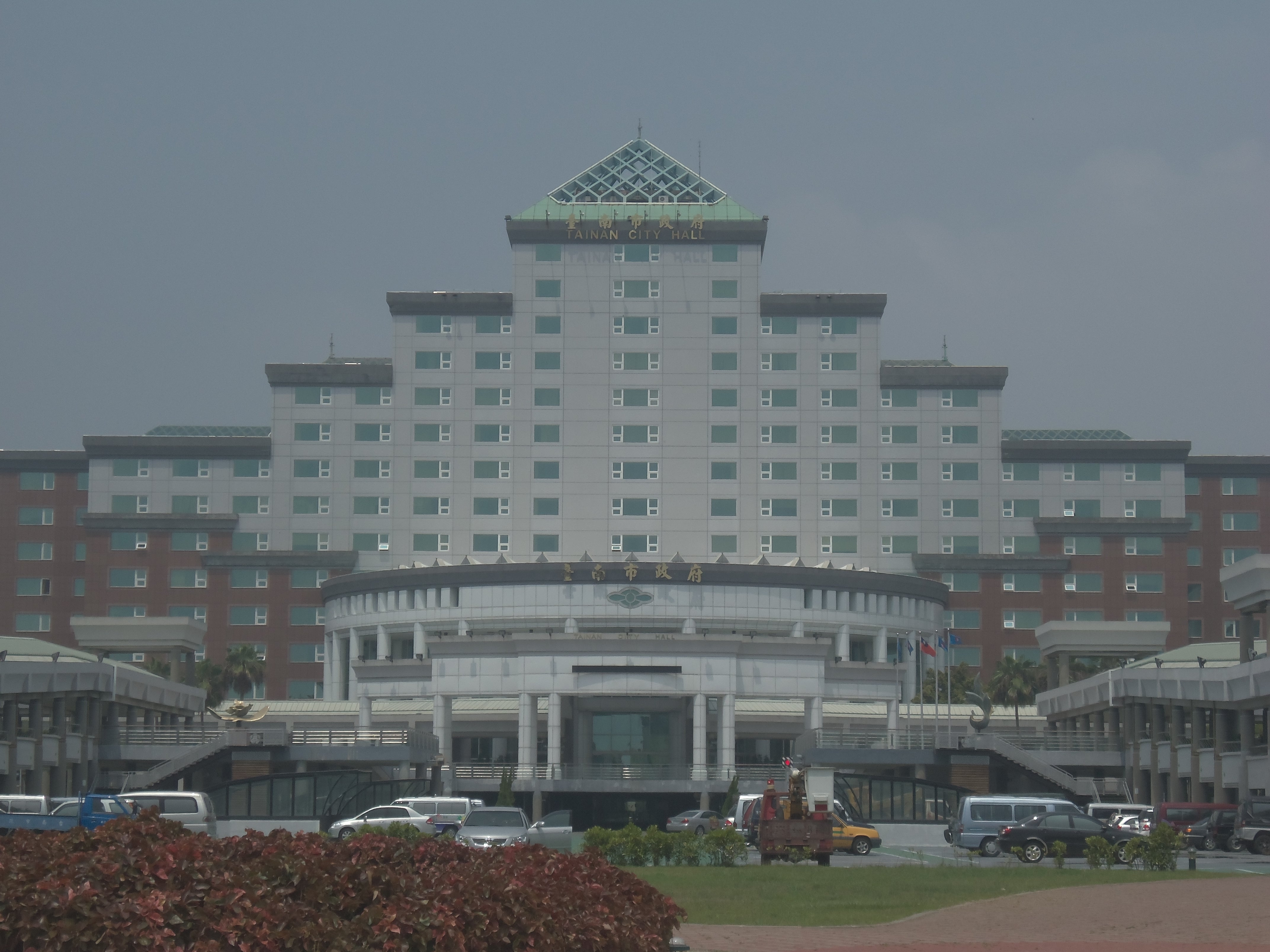
臺南市政府永華市政中心
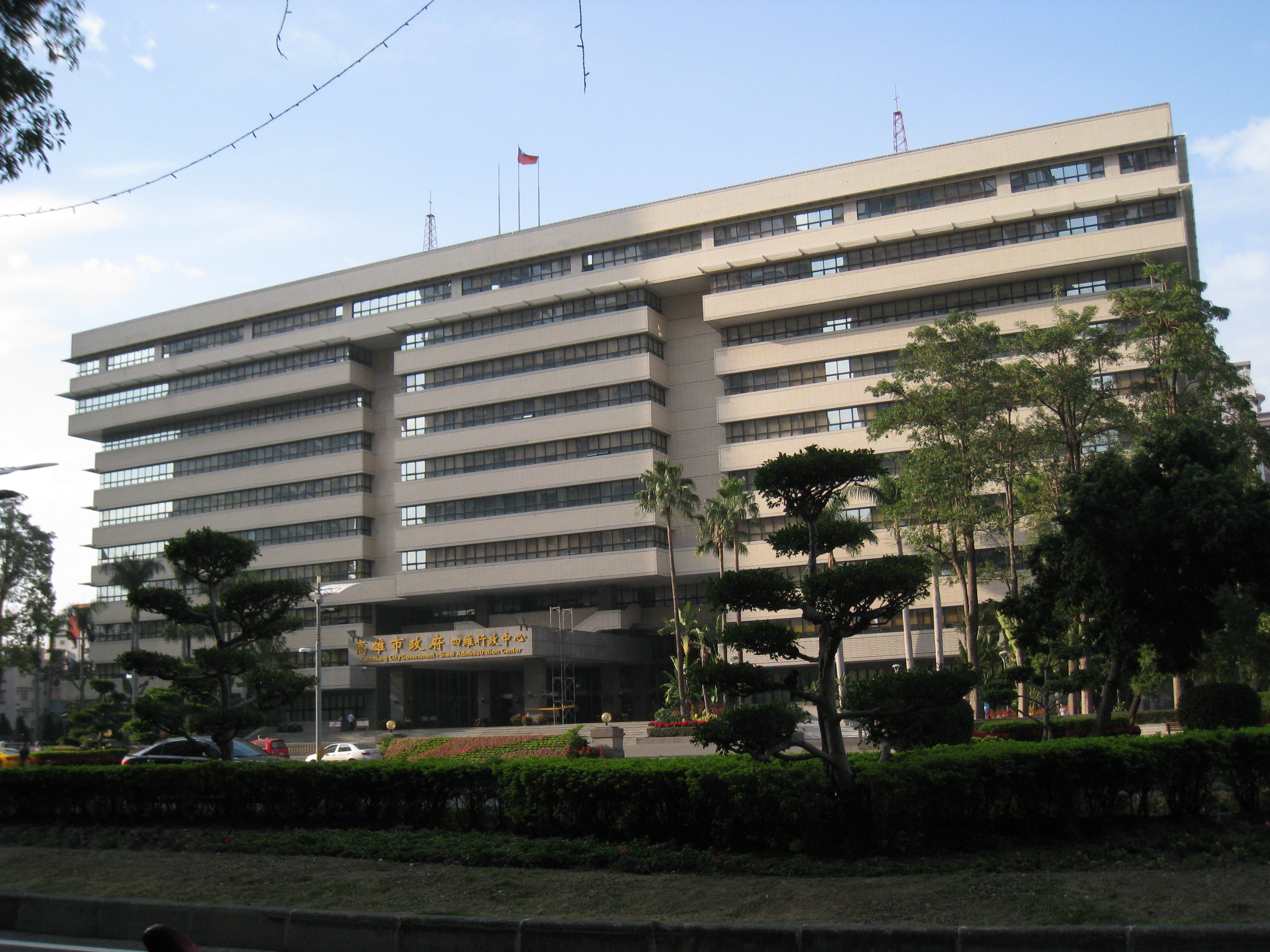
高雄市政府四維行政中心